# Egypten i olympiska sommarspelen 2012
Egypten deltog i de olympiska sommarspelen 2012 som ägde rum i London i Storbritannien mellan den 27 juli och den 12 augusti 2012.

## Medaljörer
| Medalj | Namn                   | Sport     | Gren                                        |
| ------ | ---------------------- | --------- | ------------------------------------------- |
| Silver | Alaaeldin Abouelkassem | Fäktning  | Herrarnas florett                           |
| Silver | Karam Gaber            | Brottning | Herrarnas mellanvikt i grekisk-romersk stil |

## Badminton
- Huvudartikel: Badminton vid olympiska sommarspelen 2012

| Spelare     | Gren      | Gruppnivå               | Gruppnivå                | Gruppnivå         | Gruppnivå        | Eliminering       | Kvartsfinal       | Semifinal         | Final / brons     | Final / brons |
| Spelare     | Gren      | Motståndare Poäng       | Motståndare Poäng        | Motståndare Poäng | Placering        | Motståndare Poäng | Motståndare Poäng | Motståndare Poäng | Motståndare Poäng | Placering     |
| ----------- | --------- | ----------------------- | ------------------------ | ----------------- | ---------------- | ----------------- | ----------------- | ----------------- | ----------------- | ------------- |
| Hadia Hosny | Damsingel | H Pi (FRA) L 11-21 9-21 | Magee (IRL) L 17–21 6–21 | 3                 | Gick inte vidare | Gick inte vidare  | Gick inte vidare  | Gick inte vidare  | Gick inte vidare  |               |

## Bordtennis
- Huvudartikel: Bordtennis vid olympiska sommarspelen 2012

Herrar
| Spelare                                | Gren   | Inledande omgång     | Runda 1               | Runda 2              | Runda 3              | Runda 4              | Kvartsfinal          | Semifinal            | Final                | Final            |
| Spelare                                | Gren   | Motståndare Resultat | Motståndare Resultat  | Motståndare Resultat | Motståndare Resultat | Motståndare Resultat | Motståndare Resultat | Motståndare Resultat | Motståndare Resultat | Placering        |
| -------------------------------------- | ------ | -------------------- | --------------------- | -------------------- | -------------------- | -------------------- | -------------------- | -------------------- | -------------------- | ---------------- |
| Omar Assar                             | Singel | BYE                  | Zjmudenko (UKR) W 4–1 | Gionis (GRE) L 0–4   | Gick inte vidare     | Gick inte vidare     | Gick inte vidare     | Gick inte vidare     | Gick inte vidare     | Gick inte vidare |
| El-Sayed Lashin                        | Singel | BYE                  | Gerell (SWE) W 4–3    | Primorac (CRO) W 4–3 | Mizutani (JPN) L 1–4 | Gick inte vidare     | Gick inte vidare     | Gick inte vidare     | Gick inte vidare     | Gick inte vidare |
| Omar Assar El-Sayed Lashin ِAhmed Saleh | Lag    | i.u.                 | i.u.                  | i.u.                 | i.u.                 | Österrike L 0–3      | Gick inte vidare     | Gick inte vidare     | Gick inte vidare     | Gick inte vidare |

Damer
| Spelare                                      | Gren   | Inledande omgång     | Runda 1              | Runda 2              | Runda 3              | Runda 4              | Kvartsfinal          | Semifinal            | Final                | Final            |
| Spelare                                      | Gren   | Motståndare Resultat | Motståndare Resultat | Motståndare Resultat | Motståndare Resultat | Motståndare Resultat | Motståndare Resultat | Motståndare Resultat | Motståndare Resultat | Placering        |
| -------------------------------------------- | ------ | -------------------- | -------------------- | -------------------- | -------------------- | -------------------- | -------------------- | -------------------- | -------------------- | ---------------- |
| Nadeen El-Dawlatly                           | Singel | BYE                  | Skov (DEN) L 0–4     | Gick inte vidare     | Gick inte vidare     | Gick inte vidare     | Gick inte vidare     | Gick inte vidare     | Gick inte vidare     | Gick inte vidare |
| Dina Meshref                                 | Singel | Edem (NGR) W 4–2     | Noskova (RUS) W 4–3  | Samara (ROU) L 1–4   | Gick inte vidare     | Gick inte vidare     | Gick inte vidare     | Gick inte vidare     | Gick inte vidare     | Gick inte vidare |
| Nadeen El-Dawlatly Raghad Magdy Dina Meshref | Lag    | i.u.                 | i.u.                 | i.u.                 | i.u.                 | Nederländerna L 0–3  | Gick inte vidare     | Gick inte vidare     | Gick inte vidare     | Gick inte vidare |

## Boxning
- Huvudartikel: Boxning vid olympiska sommarspelen 2012

Herrar
| Boxare         | Gren            | Sextondelsfinal         | Åttondelsfinal        | Kvartsfinal          | Semifinal            | Final                | Final            |
| Boxare         | Gren            | Motståndare Resultat    | Motståndare Resultat  | Motståndare Resultat | Motståndare Resultat | Motståndare Resultat | Placering        |
| -------------- | --------------- | ----------------------- | --------------------- | -------------------- | -------------------- | -------------------- | ---------------- |
| Ramy Helmy     | Lätt flugvikt   | BYE                     | Pehlivan (TUR) L 6–20 | Gick inte vidare     | Gick inte vidare     | Gick inte vidare     | Gick inte vidare |
| Hesham Yehia   | Flugvikt        | Gicharu (KEN) W 19–16   | Latipov (UZB) L 11–21 | Gick inte vidare     | Gick inte vidare     | Gick inte vidare     | Gick inte vidare |
| Mohamed Eliwa  | Lättvikt        | Han S-C (KOR) L 6–11    | Gick inte vidare      | Gick inte vidare     | Gick inte vidare     | Gick inte vidare     | Gick inte vidare |
| Islam El Gendy | Lätt weltervikt | Káté (HUN) L 10–16      | Gick inte vidare      | Gick inte vidare     | Gick inte vidare     | Gick inte vidare     | Gick inte vidare |
| Mohamed Hikal  | Mellanvikt      | Migitinov (AZE) L 12–20 | Gick inte vidare      | Gick inte vidare     | Gick inte vidare     | Gick inte vidare     | Gick inte vidare |

## Brottning
- Huvudartikel: Brottning vid olympiska sommarspelen 2012

Herrar, fristil
| Brottare         | Gren    | Kvalomgång                  | Åttondelsfinal          | Kvartsfinal          | Semifinal            | Återkval 1           | Återkval 2           | Final / Brons        | Final / Brons |
| Brottare         | Gren    | Motståndare Resultat        | Motståndare Resultat    | Motståndare Resultat | Motståndare Resultat | Motståndare Resultat | Motståndare Resultat | Motståndare Resultat | Placering     |
| ---------------- | ------- | --------------------------- | ----------------------- | -------------------- | -------------------- | -------------------- | -------------------- | -------------------- | ------------- |
| Ibrahim Farag    | -55 kg  | Khinchegashvili (GEO) L 1–3 | Gick inte vidare        | Gick inte vidare     | Gick inte vidare     | Velikov (BUL) L 0–3  | Gick inte vidare     | Gick inte vidare     | 13            |
| Hassan Madany    | -60 kg  | BYE                         | Pais (FRA) W 3–1        | Ri J-M (PRK) L 1–3   | Gick inte vidare     | Gick inte vidare     | Gick inte vidare     | Gick inte vidare     | 8             |
| Abdo Omar        | -66 kg  | BYE                         | Safaryan (ARM) L 0–5    | Gick inte vidare     | Gick inte vidare     | Gick inte vidare     | Gick inte vidare     | Gick inte vidare     | 18            |
| Saleh Emara      | -96 kg  | BYE                         | Gogshelidze (GEO) L 0–5 | Gick inte vidare     | Gick inte vidare     | Gick inte vidare     | Gick inte vidare     | Gick inte vidare     | 19            |
| El-Desoki Ismail | -120 kg | BYE                         | Dlagnev (USA) L 1–3     | Gick inte vidare     | Gick inte vidare     | Gick inte vidare     | Gick inte vidare     | Gick inte vidare     | 11            |

Herrar, grekisk-romersk stil
| Brottare                | Gren    | Kvalomgång               | Åttondelsfinal          | Kvartsfinal           | Semifinal              | Återkval 1           | Återkval 2                | Final / brons        | Final / brons |
| Brottare                | Gren    | Motståndare Resultat     | Motståndare Resultat    | Motståndare Resultat  | Motståndare Resultat   | Motståndare Resultat | Motståndare Resultat      | Motståndare Resultat | Placering     |
| ----------------------- | ------- | ------------------------ | ----------------------- | --------------------- | ---------------------- | -------------------- | ------------------------- | -------------------- | ------------- |
| Mohamed Abu Halima      | -55 kg  | Mango (USA) L 0–3        | Gick inte vidare        | Gick inte vidare      | Gick inte vidare       | Gick inte vidare     | Gick inte vidare          | Gick inte vidare     | 14            |
| Sayed Abdel Monem       | -60 kg  | BYE                      | Lashkhi (GEO) L 0–3     | Gick inte vidare      | Gick inte vidare       | BYE                  | Kuramagomedov (RUS) L 0–3 | Gick inte vidare     | 11            |
| Ashraf El Gharably      | -66 kg  | BYE                      | Huacon (ECU) W 3–1      | Tskhadaia (GEO) L 0–3 | Gick inte vidare       | Gick inte vidare     | Gick inte vidare          | Gick inte vidare     | 10            |
| Islam Tolba             | -74 kg  | Neven Žugaj (CRO) L 0–3  | Gick inte vidare        | Gick inte vidare      | Gick inte vidare       | Gick inte vidare     | Gick inte vidare          | Gick inte vidare     | 16            |
| Karam Gaber             | -84 kg  | BYE                      | Nenad Žugaj (CRO) W 3–1 | Noumonvi (FRA) W 3–1  | Janikowski (POL) W 3–1 | i.u.                 | i.u.                      | Khugayev (RUS) L 0–3 | 2             |
| Mohamed Abdel Fatah     | -96 kg  | Dzeinichenka (BLR) L 1–3 | Gick inte vidare        | Gick inte vidare      | Gick inte vidare       | Gick inte vidare     | Gick inte vidare          | Gick inte vidare     | 13            |
| Abdel Rahman El-Trabely | -120 kg | BYE                      | M López (CUB) L 0–3     | Gick inte vidare      | Gick inte vidare       | BYE                  | Pherselidze (GEO) L 1–3   | Gick inte vidare     | 12            |

Damer, fristil
| Brottare    | Gren   | Kvalomgång           | Åttondelsfinal       | Kvartsfinal          | Semifinal            | Återkval 1           | Återkval 2           | Final / brons        | Final / brons |
| Brottare    | Gren   | Motståndare Resultat | Motståndare Resultat | Motståndare Resultat | Motståndare Resultat | Motståndare Resultat | Motståndare Resultat | Motståndare Resultat | Placering     |
| ----------- | ------ | -------------------- | -------------------- | -------------------- | -------------------- | -------------------- | -------------------- | -------------------- | ------------- |
| Rabab Sayed | -55 kg | BYE                  | Lazareva (UKR) L 0–5 | Gick inte vidare     | Gick inte vidare     | Gick inte vidare     | Gick inte vidare     | Gick inte vidare     | 16            |

## Bågskytte
- Huvudartikel: Bågskytte vid olympiska sommarspelen 2012

Damer
| Bågskytt      | Gren                   | Ranking-runda | Ranking-runda | 32-delsfinal           | Sextondelsfinal          | Åttondelsfinal    | Kvartsfinal       | Semifinal         | Final             | Final            |
| Bågskytt      | Gren                   | Poäng         | Seedning      | Motståndare Poäng      | Motståndare Poäng        | Motståndare Poäng | Motståndare Poäng | Motståndare Poäng | Motståndare Poäng | Placering        |
| ------------- | ---------------------- | ------------- | ------------- | ---------------------- | ------------------------ | ----------------- | ----------------- | ----------------- | ----------------- | ---------------- |
| Ahmed El-Nemr | Herrarnas individuella | 644           | 57            | Duenas (CAN) (8) W 6–2 | C-w Kuo (TPE) (40) L 2–6 | Gick inte vidare  | Gick inte vidare  | Gick inte vidare  | Gick inte vidare  | Gick inte vidare |
| Nada Kamel    | Damernas individuella  | 611           | 56            | Perova (RUS) (9) L 0–6 | Gick inte vidare         | Gick inte vidare  | Gick inte vidare  | Gick inte vidare  | Gick inte vidare  | Gick inte vidare |

## Fotboll
- Huvudartikel: Fotboll vid olympiska sommarspelen 2012

Herrar
Tränare: Hany Ramzy
| Nr | Pos. | Namn                | Födelsedatum (ålder)     | Matcher | Mål |         | Klubb            |
| -- | ---- | ------------------- | ------------------------ | ------- | --- | ------- | ---------------- |
| 1  | MV   | Ahmed El-Shenawy    | 14 maj 1991 (21 år)      |         |     | Egypten | Al-Masry         |
| 2  | F    | Mahmoud Alaa El-Din | 1 januari 1991 (21 år)   |         |     | Egypten | Haras El-Hodood  |
| 3  | F    | Ali Fathy           | 2 januari 1992 (20 år)   |         |     | Egypten | Arab Contractors |
| 4  | F    | Omar Gaber          | 30 januari 1992 (20 år)  |         |     | Egypten | Zamalek          |
| 5  | MF   | Mohamed Aboutrika*  | 7 november 1978 (33 år)  |         |     | Egypten | Al-Ahly          |
| 6  | F    | Ahmed Hegazy        | 25 januari 1991 (21 år)  |         |     | Italien | Fiorentina       |
| 7  | F    | Ahmed Fathy*        | 10 november 1984 (27 år) |         |     | Egypten | Al-Ahly          |
| 8  | MF   | Shehab El-Din Ahmed | 22 augusti 1990 (21 år)  |         |     | Egypten | Al-Ahly          |
| 9  | A    | Marwan Mohsen       | 26 februari 1989 (23 år) |         |     | Egypten | Petrojet         |
| 10 | A    | Emad Motaeb*        | 20 februari 1983 (29 år) |         |     | Egypten | Al-Ahly          |
| 11 | A    | Mohamed Salah       | 15 juni 1992 (20 år)     |         |     | Schweiz | Basel            |
| 12 | F    | Islam Ramadan       | 1 november 1990 (21 år)  |         |     | Egypten | Haras El-Hodood  |
| 13 | MF   | Saleh Gomaa         | 1 augusti 1993 (18 år)   |         |     | Egypten | ENPPI            |
| 14 | MF   | Hossam Hassan       | 30 april 1989 (23 år)    |         |     | Egypten | Al-Masry         |
| 15 | F    | Saad Samir          | 1 april 1989 (23 år)     |         |     | Egypten | Al-Masry         |
| 16 | A    | Ahmed Magdi         | 9 december 1989 (22 år)  |         |     | Egypten | ENPPI            |
| 17 | MF   | Mohamed El-Nenny    | 11 juli 1992 (20 år)     |         |     | Egypten | Arab Contractors |
| 18 | MV   | Mohamed Bassam      | 25 december 1990 (21 år) |         |     | Egypten | Al-Gaish         |

Gruppspel
| Nr | Lag         | S | V | O | F | GM | IM | MS | P |
| -- | ----------- | - | - | - | - | -- | -- | -- | - |
| 1  | Brasilien   | 3 | 3 | 0 | 0 | 9  | 3  | +6 | 9 |
| 2  | Egypten     | 3 | 1 | 1 | 1 | 6  | 5  | +1 | 4 |
| 3  | Vitryssland | 3 | 1 | 0 | 2 | 3  | 6  | −3 | 3 |
| 4  | Nya Zeeland | 3 | 0 | 1 | 2 | 1  | 5  | −4 | 1 |

| 7 | 26 juli, 19:45 | Brasilien U23 | 3 – 2 | Egypten U23 | Millennium Stadium, Cardiff |  |
|   |                |               |       |             |                             |  |
|   |                |               |       |             |                             |  |
|   |                |               |       |             |                             |  |

| 11 | 29 juli, 12:00 | Egypten U23 | 1 – 1 | Nya Zeeland U23 | Old Trafford, Manchester |  |
|    |                |             |       |                 |                          |  |
|    |                |             |       |                 |                          |  |
|    |                |             |       |                 |                          |  |

| 18 | 1 augusti, 14:30 | Egypten U23 | 3 – 1 | Vitryssland U23 | Hampden Park, Glasgow |  |
|    |                  |             |       |                 |                       |  |
|    |                  |             |       |                 |                       |  |
|    |                  |             |       |                 |                       |  |

Slutspel
| 25 | 4 augusti, 12:00 | Japan U23 | 3 – 0 | Egypten U23 | Old Trafford, Manchester |  |
|    |                  |           |       |             |                          |  |
|    |                  |           |       |             |                          |  |
|    |                  |           |       |             |                          |  |

## Friidrott
- Huvudartikel: Friidrott vid olympiska sommarspelen 2012

Förkortningar
- Notera – Placeringar gäller endast den tävlandes eget heat
- Q = Kvalificerade sig till nästa omgång via placering
- q = Kvalificerade sig på tid eller, i fältgrenarna, på placering utan att ha nått kvalgränsen
- NR = Nationellt rekord
- N/A = Omgången inte möjlig i grenen
- Bye = Idrottaren behövde inte delta i omgången

Herrar
Bana och väg
| Idrottare                 | Gren  | Heat     | Heat      | Kvartsfinal | Kvartsfinal | Semifinal        | Semifinal        | Final            | Final            |
| Idrottare                 | Gren  | Resultat | Placering | Resultat    | Placering   | Resultat         | Placering        | Resultat         | Placering        |
| ------------------------- | ----- | -------- | --------- | ----------- | ----------- | ---------------- | ---------------- | ---------------- | ---------------- |
| Mohamed Hamada            | 800 m | 1:48.05  | 1 Q       | i.u.        | i.u.        | 1:48.18          | 8                | Gick inte vidare | Gick inte vidare |
| Amr Ibrahim Mostafa Seoud | 100 m | BYE      | BYE       | 10.22       | 4           | Gick inte vidare | Gick inte vidare | Gick inte vidare | Gick inte vidare |
| Amr Ibrahim Mostafa Seoud | 200 m | 20.81    | 4         | i.u.        | i.u.        | Gick inte vidare | Gick inte vidare | Gick inte vidare | Gick inte vidare |

Fältgrenar
| Idrottare          | Gren           | Kval  | Kval      | Final            | Final            |
| Idrottare          | Gren           | Längd | Placering | Längd            | Placering        |
| ------------------ | -------------- | ----- | --------- | ---------------- | ---------------- |
| Omar El Ghazali    | Diskuskastning | 60.26 | 26        | Gick inte vidare | Gick inte vidare |
| Ehab Abd El Rahman | Spjutkastning  | 77.35 | 29        | Gick inte vidare | Gick inte vidare |
| Mohamed Fathallah  | Längdhopp      | 7.08  | 37        | Gick inte vidare | Gick inte vidare |
| Mostafa Al-Gamel   | Släggkastning  | 71.36 | 30        | Gick inte vidare | Gick inte vidare |

Damer
Bana och väg
| Idrottare     | Gren  | Heat     | Heat      | Semifinal        | Semifinal        | Final            | Final            |
| Idrottare     | Gren  | Resultat | Placering | Resultat         | Placering        | Resultat         | Placering        |
| ------------- | ----- | -------- | --------- | ---------------- | ---------------- | ---------------- | ---------------- |
| Noura Elsayed | 800 m | DNS      | DNS       | Gick inte vidare | Gick inte vidare | Gick inte vidare | Gick inte vidare |

## Fäktning
- Huvudartikel: Fäktning vid olympiska sommarspelen 2012

Herrar
| Idrottare                                       | Gren                  | Omgång 1             | Omgång 2                     | Omgång 3               | Kvartsfinal           | Semifinal              | Final / BM          | Final / BM       |
| Idrottare                                       | Gren                  | Motståndare Poäng    | Motståndare Poäng            | Motståndare Poäng      | Motståndare Poäng     | Motståndare Poäng      | Motståndare Poäng   | Placering        |
| ----------------------------------------------- | --------------------- | -------------------- | ---------------------------- | ---------------------- | --------------------- | ---------------------- | ------------------- | ---------------- |
| Ayman Mohamed Fayez                             | Värja, individuellt   | BYE                  | Limardo (VEN) L 13–15        | Gick inte vidare       | Gick inte vidare      | Gick inte vidare       | Gick inte vidare    | Gick inte vidare |
| Alaaeldin Abouelkassem                          | Florett, individuellt | BYE                  | Chamley-Watson (USA) W 15–10 | Joppich (GER) W 15–10  | Cassarà (ITA) W 15–10 | Choi B-C (KOR) W 15–12 | Lei S (CHN) L 13–15 | 2                |
| Tarek Ayad                                      | Florett, individuellt | Mostafa (EGY) W 15–5 | Cheremisinov (RUS) L 8–15    | Gick inte vidare       | Gick inte vidare      | Gick inte vidare       | Gick inte vidare    | Gick inte vidare |
| Anas Mostafa                                    | Florett, individuellt | Fouad (EGY) L 5–15   | Gick inte vidare             | Gick inte vidare       | Gick inte vidare      | Gick inte vidare       | Gick inte vidare    | Gick inte vidare |
| Alaaeldin Abouelkassem Tarek Ayad Sherif Farrag | Florett, lag          | i.u.                 | i.u.                         | Storbritannien L 33–45 | Gick inte vidare      | Gick inte vidare       | Gick inte vidare    | Gick inte vidare |
| Ghazy Mannad                                    | Sabel, individuellt   | Yu P K (MAS) L 12–15 | Gick inte vidare             | Gick inte vidare       | Gick inte vidare      | Gick inte vidare       | Gick inte vidare    | Gick inte vidare |

Damer
| Idrottare                                                    | Gren                  | Omgång 1               | Omgång 2            | Omgång 3               | Kvartsfinal       | Semifinal         | Final / BM        | Final / BM       |
| Idrottare                                                    | Gren                  | Motståndare Poäng      | Motståndare Poäng   | Motståndare Poäng      | Motståndare Poäng | Motståndare Poäng | Motståndare Poäng | Placering        |
| ------------------------------------------------------------ | --------------------- | ---------------------- | ------------------- | ---------------------- | ----------------- | ----------------- | ----------------- | ---------------- |
| Mona Abd El Aziz                                             | Värja, individuellt   | Hsu J-T (TPE) L 10–15  | Gick inte vidare    | Gick inte vidare       | Gick inte vidare  | Gick inte vidare  | Gick inte vidare  | Gick inte vidare |
| Eman El Gammal                                               | Florett, individuellt | Fuenmayor (VEN) L 9–15 | Gick inte vidare    | Gick inte vidare       | Gick inte vidare  | Gick inte vidare  | Gick inte vidare  | Gick inte vidare |
| Shaimaa El-Gammal                                            | Florett, individuellt | Shaito (LIB) L 6–7     | Gick inte vidare    | Gick inte vidare       | Gick inte vidare  | Gick inte vidare  | Gick inte vidare  | Gick inte vidare |
| Eman Gaber                                                   | Florett, individuellt | BYE                    | Guyart (FRA) L 2–15 | Gick inte vidare       | Gick inte vidare  | Gick inte vidare  | Gick inte vidare  | Gick inte vidare |
| Eman El Gammal Shaimaa El-Gammal Eman Gaber Rana El Husseiny | Florett, lag          | i.u.                   | i.u.                | Storbritannien L 34–45 | Gick inte vidare  | Gick inte vidare  | Gick inte vidare  | Gick inte vidare |
| Salma Zien                                                   | Sabel, individuellt   | Wozniak (USA) L 6–15   | Gick inte vidare    | Gick inte vidare       | Gick inte vidare  | Gick inte vidare  | Gick inte vidare  | Gick inte vidare |

## Gymnastik
- Huvudartikel: Gymnastik vid olympiska sommarspelen 2012

### Artistisk
Herrar
| Idrottare          | Gren     | Kval    | Kval    | Kval    | Kval    | Kval    | Kval    | Kval   | Kval      | Final            | Final            | Final            | Final            | Final            | Final            | Final            | Final            |
| Idrottare          | Gren     | Redskap | Redskap | Redskap | Redskap | Redskap | Redskap | Totalt | Placering | Redskap          | Redskap          | Redskap          | Redskap          | Redskap          | Redskap          | Totalt           | Placering        |
| Idrottare          | Gren     | F       | PH      | R       | V       | PB      | HB      | Totalt | Placering | F                | PH               | R                | V                | PB               | HB               | Totalt           | Placering        |
| ------------------ | -------- | ------- | ------- | ------- | ------- | ------- | ------- | ------ | --------- | ---------------- | ---------------- | ---------------- | ---------------- | ---------------- | ---------------- | ---------------- | ---------------- |
| Mohamed El Saharty | Mångkamp | 13.900  | 12.600  | 13.566  | 15.466  | 13.400  | 13.666  | 82.598 | 37        | Gick inte vidare | Gick inte vidare | Gick inte vidare | Gick inte vidare | Gick inte vidare | Gick inte vidare | Gick inte vidare | Gick inte vidare |

Damer
| Idrottare        | Gren       | Kval    | Kval    | Kval    | Kval    | Kval   | Kval      | Final            | Final            | Final            | Final            | Final            | Final            |                  |
| Idrottare        | Gren       | Redskap | Redskap | Redskap | Redskap | Totalt | Placering | Redskap          | Redskap          | Redskap          | Redskap          | Totalt           | Placering        |                  |
| Idrottare        | Gren       | F       | V       | UB      | BB      | Totalt | Placering | F                | V                | UB               | BB               | Totalt           | Placering        |                  |
| ---------------- | ---------- | ------- | ------- | ------- | ------- | ------ | --------- | ---------------- | ---------------- | ---------------- | ---------------- | ---------------- | ---------------- | ---------------- |
| Salma El Saeed   | Mångkamp   | 12.500  | 13.533  | 12.566  | 13.066  | 51.665 | 41        | Gick inte vidare | Gick inte vidare | Gick inte vidare | Gick inte vidare | Gick inte vidare | Gick inte vidare |                  |
| Sherene El Zeiny | Fristående | 11.000  | i.u.    | i.u.    | i.u.    | i.u.   | 11.000    | 82               | Gick inte vidare | Gick inte vidare | Gick inte vidare | Gick inte vidare | Gick inte vidare | Gick inte vidare |

### Rytmisk
| Idrottare      | Gren         | Kval   | Kval     | Kval   | Kval   | Kval   | Kval      | Final            | Final            | Final            | Final            | Final            | Final            |
| Idrottare      | Gren         | Boll   | Tunnband | Käglor | Band   | Totalt | Placering | Boll             | Tunnband         | Käglor           | Band             | Totalt           | Placering        |
| -------------- | ------------ | ------ | -------- | ------ | ------ | ------ | --------- | ---------------- | ---------------- | ---------------- | ---------------- | ---------------- | ---------------- |
| Yasmine Rostom | Individuellt | 23.925 | 23.775   | 25.050 | 23.500 | 96.250 | 23        | Gick inte vidare | Gick inte vidare | Gick inte vidare | Gick inte vidare | Gick inte vidare | Gick inte vidare |

## Judo
Herrar
| Idrottare        | Gren                    | 32-delsfinal         | Sextondelsfinal            | Åttondelsfinal            | Kvartsfinal          | Semifinal            | Återkval             | Bronsmatch           | Final                | Final            |
| Idrottare        | Gren                    | Motståndare Resultat | Motståndare Resultat       | Motståndare Resultat      | Motståndare Resultat | Motståndare Resultat | Motståndare Resultat | Motståndare Resultat | Motståndare Resultat | Placering        |
| ---------------- | ----------------------- | -------------------- | -------------------------- | ------------------------- | -------------------- | -------------------- | -------------------- | -------------------- | -------------------- | ---------------- |
| Ahmed Awad       | Halv lättvikt (-66 kg)  | BYE                  | Al-Derei (UAE) W 0101–0001 | Karimov (AZE) L 0000–0002 | Gick inte vidare     | Gick inte vidare     | Gick inte vidare     | Gick inte vidare     | Gick inte vidare     | Gick inte vidare |
| Hussein Hafiz    | Lättvikt (-73 kg)       | BYE                  | Murillo (CRC) W 0020–0003  | Legrand (FRA) L 0104–0100 | Gick inte vidare     | Gick inte vidare     | Gick inte vidare     | Gick inte vidare     | Gick inte vidare     | Gick inte vidare |
| Hesham Mesbah    | Mellanvikt (-90 kg)     | i.u.                 | Bolat (KAZ) L 0011–1002    | Gick inte vidare          | Gick inte vidare     | Gick inte vidare     | Gick inte vidare     | Gick inte vidare     | Gick inte vidare     | Gick inte vidare |
| Ramadan Darwish  | Halv tungvikt (-100 kg) | i.u.                 | Fabre (FRA) L 0002–0011    | Gick inte vidare          | Gick inte vidare     | Gick inte vidare     | Gick inte vidare     | Gick inte vidare     | Gick inte vidare     | Gick inte vidare |
| Islam El Shehaby | Tungvikt (+100 kg)      | i.u.                 | Makarau (BLR) L 0002–0021  | Gick inte vidare          | Gick inte vidare     | Gick inte vidare     | Gick inte vidare     | Gick inte vidare     | Gick inte vidare     | Gick inte vidare |

## Kanotsport
Slalom
Sprint
| Kanotist        | Gren                | Heat     | Heat      | Semifinal        | Semifinal        | Final            | Final            |
| Kanotist        | Gren                | Tid      | Placering | Tid              | Placering        | Tid              | Placering        |
| --------------- | ------------------- | -------- | --------- | ---------------- | ---------------- | ---------------- | ---------------- |
| Mostafa Mansour | Herrarnas K1 200 m  | 40.507   | 7         | Gick inte vidare | Gick inte vidare | Gick inte vidare | Gick inte vidare |
| Mostafa Mansour | Herrarnas K1 1000 m | 4:09.651 | 7         | Gick inte vidare | Gick inte vidare | Gick inte vidare | Gick inte vidare |

## Konstsim
| Idrottare | Gren                | Teknisk rutin | Teknisk rutin | Fri rutin (inledande) | Fri rutin (inledande)  | Fri rutin (inledande) | Fri rutin (final) | Fri rutin (final)      | Fri rutin (final) |
| Idrottare | Gren                | Poäng         | Placering     | Poäng                 | Totalt (teknisk + fri) | Placering             | Placering         | Totalt (teknisk + fri) | Placering         |
| --- | ------------------- | ------------- | ------------- | --------------------- | ---------------------- | --------------------- | ----------------- | ---------------------- | ----------------- |
| Shaza Abdelrahman Dalia El Gebaly                                                                                                  | Damernas duett      | 75.700        | 24            | 76.400                | 152.100                | 24                    | Did not advance   | Did not advance        | Did not advance   |
| Reem Abdalazem Shaza Abdelrahman Aya Darwish Nour El Afandi Dalia El Gebaly Samar Hassounah Youmna Khallaf Mai Mohamed Mariam Omar | Damernas lagtävling | 77.600        | 7             | i.u.                  | i.u.                   | i.u.                  | 78.360            | 155.960                | 7                 |

## Ridsport

### Hoppning
| Tävlande        | Häst        | Kvalifikation | Kvalifikation | Kvalifikation | Kvalifikation | Kvalifikation | Kvalifikation   | Kvalifikation   | Kvalifikation   | Final           | Final           | Final           | Final           | Final           | Total     |
| Tävlande        | Häst        | Runda 1       | Runda 1       | Runda 2       | Runda 2       | Runda 2       | Runda 3         | Runda 3         | Runda 3         | Runda A         | Runda A         | Runda B         | Runda B         | Runda B         | Total     |
| Tävlande        | Häst        | Straff        | Placering     | Straff        | Total         | Placering     | Straff          | Total           | Placering       | Straff          | Placering       | Straff          | Totalt          | Placering       | Placering |
| --------------- | ----------- | ------------- | ------------- | ------------- | ------------- | ------------- | --------------- | --------------- | --------------- | --------------- | --------------- | --------------- | --------------- | --------------- | --------- |
| Karim El Zoghby | Wervel Wind | 5             | 53            | 5             | 10            | 51            | Ej kvalificerad | Ej kvalificerad | Ej kvalificerad | Ej kvalificerad | Ej kvalificerad | Ej kvalificerad | Ej kvalificerad | Ej kvalificerad | 51        |

## Modern femkamp
| Idrottare      | Gren   | Fäktning (värja) | Fäktning (värja) | Fäktning (värja) | Simning (200 m frisim) | Simning (200 m frisim) | Simning (200 m frisim) | Ridsport (hästhoppning) | Ridsport (hästhoppning) | Ridsport (hästhoppning) | Kombinerat: skytte/löpning (10 m luftpistol)/(3000 m) | Kombinerat: skytte/löpning (10 m luftpistol)/(3000 m) | Kombinerat: skytte/löpning (10 m luftpistol)/(3000 m) | Totalpoäng | Slutpoäng |
| Idrottare      | Gren   | Resultat         | Placering        | MF-poäng         | Tid                    | Placering              | MF-poäng               | Straff                  | Placering               | MF-poäng                | Tid                                                   | Placering                                             | MF-poäng                                              | Totalpoäng | Slutpoäng |
| -------------- | ------ | ---------------- | ---------------- | ---------------- | ---------------------- | ---------------------- | ---------------------- | ----------------------- | ----------------------- | ----------------------- | ----------------------------------------------------- | ----------------------------------------------------- | ----------------------------------------------------- | ---------- | --------- |
| Amro El-Geziry | Herrar | 18–17            | =11              | 832              | 1:55,70                | 1                      | 1412 OR                | 344                     | 33                      | 856                     | 11:42,44                                              | 34                                                    | 2192                                                  | 5292       | 33        |
| Yasser Hefny   | Herrar | 17–18            | =13              | 808              | 2:05,90                | 19                     | 1292                   | 120                     | 28                      | 1080                    | 11:25,53                                              | 31                                                    | 2260                                                  | 5440       | 28        |
| Aya Medany     | Damer  | 20–15            | =8               | 880              | 2:18,70                | 18                     | 1136                   | 76                      | 19                      | 1124                    | 12:31,92                                              | 21                                                    | 1996                                                  | 5136       | 16        |

## Rodd
Herrar
| Idrottare                | Gren                    | Heat    | Heat      | Återkval | Återkval  | Kvartsfinal | Kvartsfinal | Semifinal | Semifinal | Final   | Final     | Final |
| Idrottare                | Gren                    | Tid     | Placering | Tid      | Placering | Tid         | Placering   | Tid       | Placering | Tid     | Placering |       |
| ------------------------ | ----------------------- | ------- | --------- | -------- | --------- | ----------- | ----------- | --------- | --------- | ------- | --------- | ----- |
| Nour El Din Hassanein    | Singelsculler           | 7:06,17 | 3 QF      | Bye      | Bye       | 7:23,12     | 6 SC/D      | 7:44,53   | 4 FD      | 7:27,19 | 15        |       |
| Omar Emira Mohamed Nofel | Lättvikts-dubbelsculler | 6:59,57 | 5 R       | 6:57,06  | 6 SC/D    | i.u.        | i.u.        | 7:19,29   | 4 FD      | 7:12,79 | 20        |       |

Damer
| Sara Baraka Fatma Rashed | Lättvikts-dubbelsculler | 7:45,23 | 6 R | 7:54,01 | 6 FC | Bye | Bye | 8:14,17 | 17 |

## Segling
Herrar
| Seglare      | Gren | Lopp | Lopp | Lopp | Lopp | Lopp | Lopp | Lopp | Lopp | Lopp | Lopp | Lopp | Summerad poäng | Finalplacering |
| Seglare      | Gren | 1    | 2    | 3    | 4    | 5    | 6    | 7    | 8    | 9    | 10   | M*   | Summerad poäng | Finalplacering |
| ------------ | ---- | ---- | ---- | ---- | ---- | ---- | ---- | ---- | ---- | ---- | ---- | ---- | -------------- | -------------- |
| Ahmed Habash | RS:X | 38   | 38   | 36   | 37   | 34   | 38   | 38   | 38   | DNF  | 37   | EL   | 334            | 38             |

M = Medaljlopp; EL = Eliminerad – gick inte vidare till medaljloppet;

## Taekwondo
| Idrottare          | Gren             | Åttondelsfinaler        | Kvartsfinaler             | Semifinaer           | Återkval             | Bronsmatch           | Final                | Final            |
| Idrottare          | Gren             | Motståndare Resultat    | Motståndare Resultat      | Motståndare Resultat | Motståndare Resultat | Motståndare Resultat | Motståndare Resultat | Placering        |
| ------------------ | ---------------- | ----------------------- | ------------------------- | -------------------- | -------------------- | -------------------- | -------------------- | ---------------- |
| Tamer Bayoumi      | Herrarnas −58 kg | Mamayev (KAZ) W 1–0 SDP | Lee D-H (KOR) L 10–11 SDP | Gick inte vidare     | Karaket (THA) L 4–6  | Gick inte vidare     | Gick inte vidare     | Gick inte vidare |
| Abdelrahman Ossama | Herrarnas −80 kg | Mollet (NED) L 8–9 SDP  | Gick inte vidare          | Gick inte vidare     | Gick inte vidare     | Gick inte vidare     | Gick inte vidare     | Gick inte vidare |
| Hedaya Malak       | Damernas −57 kg  | Cheong (NZL) W 17–6     | Harnois (FRA) L 6–8       | Gick inte vidare     | Gick inte vidare     | Gick inte vidare     | Gick inte vidare     | Gick inte vidare |
| Seham El-Sawalhy   | Damernas −67 kg  | Johansson (SWE) L 0–6   | Gick inte vidare          | Gick inte vidare     | Gick inte vidare     | Gick inte vidare     | Gick inte vidare     | Gick inte vidare |